# خرابه‌های یک شهر سلطنتی
خرابه‌های یک شهر سلطنتی مربوط به دوره هخامنشی است و در شهرستان ممسنی، بخش مرکزی، غرب فهلیان واقع شده و این اثر در تاریخ ۹ مرداد ۱۳۱۲ با شمارهٔ ثبت ۱۹۰ به‌عنوان یکی از آثار ملی ایران به ثبت رسیده است.